# Russisk salat
Russisk salat er en pålægssalat af syltede rødbedetern og æbletern. Desuden indgår mayonnaise eller creme fraiche.
Salaten har navn efter den røde rødbedefarve, som er blevet forbundet med Rusland.[kilde mangler] På italiensk er det italiensk salat, der har fået navnet russisk salat (insalata russa).
Russisk salat spises på et stykke brød, ofte uden andet tilbehør. Det er et dansk produkt. Grundopskriften udvides og tilpasses undertiden efter behovet for egen kreativitet.